# Edison Awards
Edison Awards és un premi de disseny internacional de desenvolupament de productei servei. màrqueting, disseny i innovació. Aquest premi valora la innovació en quatre criteris : concepte, valor, lliurament i impacte. El premi porta el nom del gran innovador Thomas Alva Edison (1847-1931). Se celebra cada any i va ser establert el 1987 per l'American Marketing Association dels EUA.

## Categories
Les categories dels premis Edison 2016 :
- Tecnologia aplicada.
- Esports i atletisme.
- Innovació col·lectiva.
- Tecnologia de la informació i electrònica de consum
- Productes de consum.
- Energia i sustenibilitat.
- Salut i benestar.
- Disseny industrial.
- Serveis innovadors.
- Entorns educatius, de treball i de lleure
- Entreteniment, comunicació visual i mitjans.
- Mètic/Dental.
- Ciència.
- Innovació social.
- Logística i transports.

## Guanyadors dels premis Edison
| Any  | Persona                | Empresa                  |
| ---- | ---------------------- | ------------------------ |
| 2016 | John Chambers          | Cisco Systems Inc        |
| 2015 | Clayton M.Christiansen | Harvard Business School  |
| 2015 | Robert A. Lutz         | General Motors Corp.     |
| 2014 | Yang Yuannqing         | Lenovo                   |
| 2014 | Elon Musk              | Tesla                    |
| 2013 | Paul E.Jacobs          | Qualcomm                 |
| 2012 | Chris Anderson         | TED                      |
| 2012 | Steve Jobs             | Apple                    |
| 2011 | John S. Hendricks      | Discovery Communications |
| 2011 | Alan Mulally           | Ford Motor Corp.         |
| 2010 | Susan Hockfield        | MIT                      |
| 2010 | A.G.Lafley             | Procter & Gamble         |
| 2009 | Susan Desmond-Hellmann | Genentech                |
| 2009 | David M.Kelley         | IDEO                     |
| 1999 | Ted Turner             | Time Warner              |
| 1999 | Dale Morrisson         | Campbell Soup Corp.      |
| 1997 | Reuben Mark            | Colgate-Palmolive        |
| 1997 | Mertha Stewart         | MSL Omnimedia            |
| 1996 | Douglas Ivester        | Coca-Cola Company        |
| 1996 | Nolan D.Archibald      | Black & Decker           |

## Altres premis similars
- IF product design award: és un premi de disseny internacional concedit a Alemanya.
- Plus x award: és un premi d'innovació tecnològica internacional concedit a Alemanya.
- Red Dot Design Award: és un premi de disseny internacional concedit a Alemanya.
- A' Design Award: és un premi mundial de disseny per a arquitectes, artistes i disseny en general.
- Good Design Award (Japó): és un premi de disseny industrial organitzat anualment per l'institut japonès de la promoció al disseny.
- Good Design Award (Chicago): és un premi de disseny industrial organitzat anualment pel museu d'arquitectura i disseny de Chicago.
- DME award: és un premi europeu a la gestió del disseny.
- Premis delta FAD: és un premi de disseny organitzat anualment pel FAD Barcelona.